# Anjirō
Anjirō (アンジロー) ou Yajirō (ヤジロー, ヤジロウ), connu après son baptême sous le nom Paulo de Santa Fé, est un samouraï interprète japonais originaire de la province de Satsuma.
Après avoir commis un crime dans son pays il prend la fuite et, avec l'aide de l'aventurier et écrivain Fernão Mendes Pinto, se réfugie Goa dans l'Inde portugaise. Le même Fernão Mendes le met en contact avec saint François Xavier (1506-1552). Instruit par le père de Torres il demande et reçoit le baptême en 1548 ou 1549. Anjirō est sans doute le premier japonais à être reçu dans la foi chrétienne.  Avec les missionnaires François Xavier, de Torres et d'autres il retourne au Japon en tant qu'interprète. C'est grâce à sa traduction d'un catéchisme élémentaire composé par Xavier que la première évangélisation peut commencer. Anjirō dispose d'une perspective unique sur les mœurs et coutumes du Japon, qui sont d'une grande utilité aux premiers missionnaires envoyés dans ce pays.
Anjirō meurt sans doute en 1550.